# Стрижаків
Стрижакі́в — село в Україні, у Оратівській селищній громаді Вінницького району Вінницької області. Розташоване на обох берегах струмка Довгий (притока Синарної) за 17 км на південний захід від смт Оратів та за 6 км від станції Оратів. Населення становить 210 осіб (станом на 1 січня 2018 р.).

## Історія
12 червня 2020 року, відповідно розпорядження Кабінету Міністрів України № 707-р «Про визначення адміністративних центрів та затвердження територій територіальних громад Вінницької області», село увійшло до складу Оратівської селищної громади.
19 липня 2020 року, в результаті адміністративно-територіальної реформи та ліквідації Оратівського району, село увійшло до складу Вінницького району.

## Населення

### Мова
Розподіл населення за рідною мовою за даними перепису 2001 року:
| Мова       | Кількість | Відсоток |
| ---------- | --------- | -------- |
| українська | 284       | 99.65%   |
| російська  | 1         | 0.35%    |
| Усього     | 285       | 100%     |

## Галерея

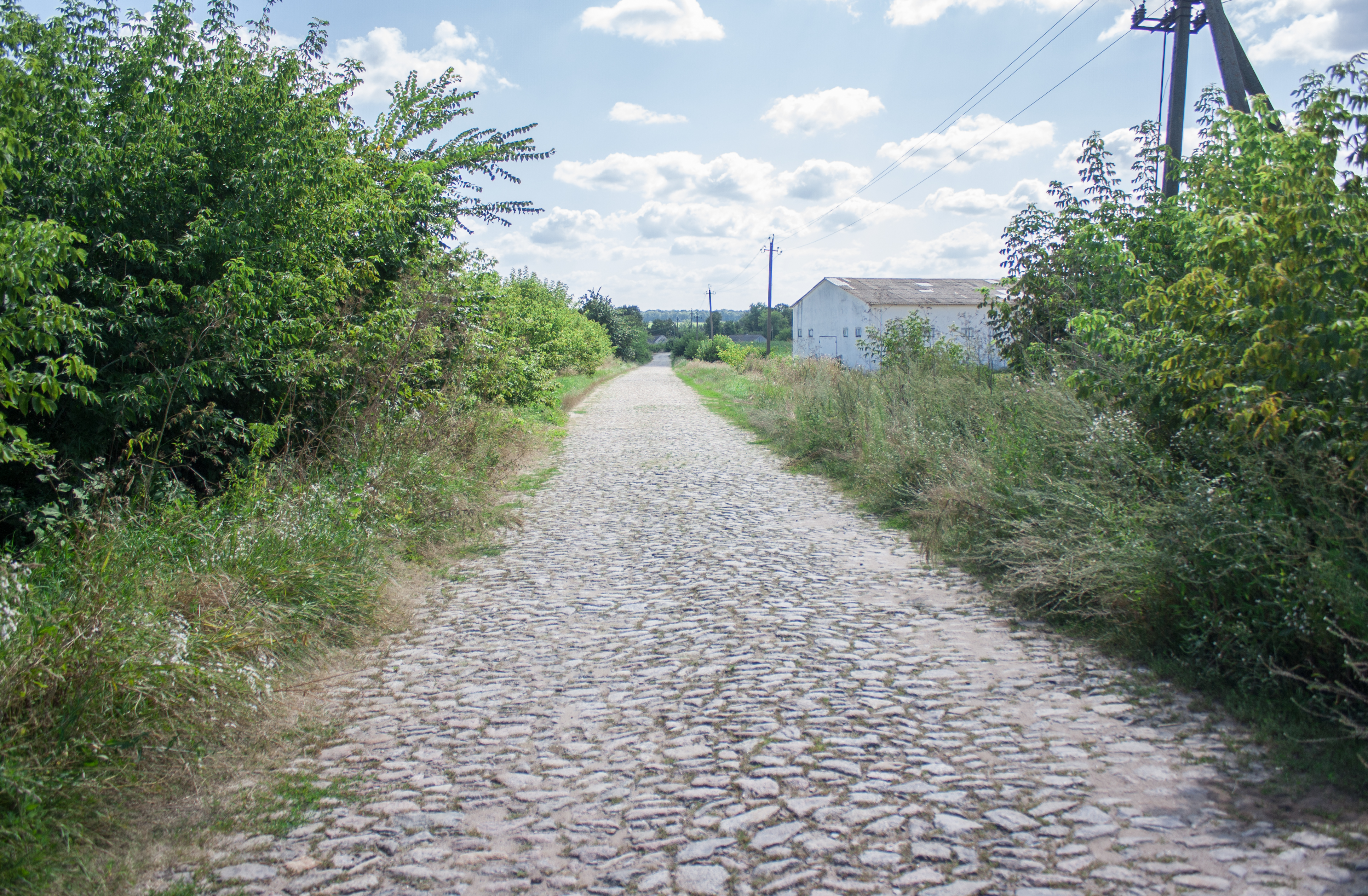
В'їзд у село
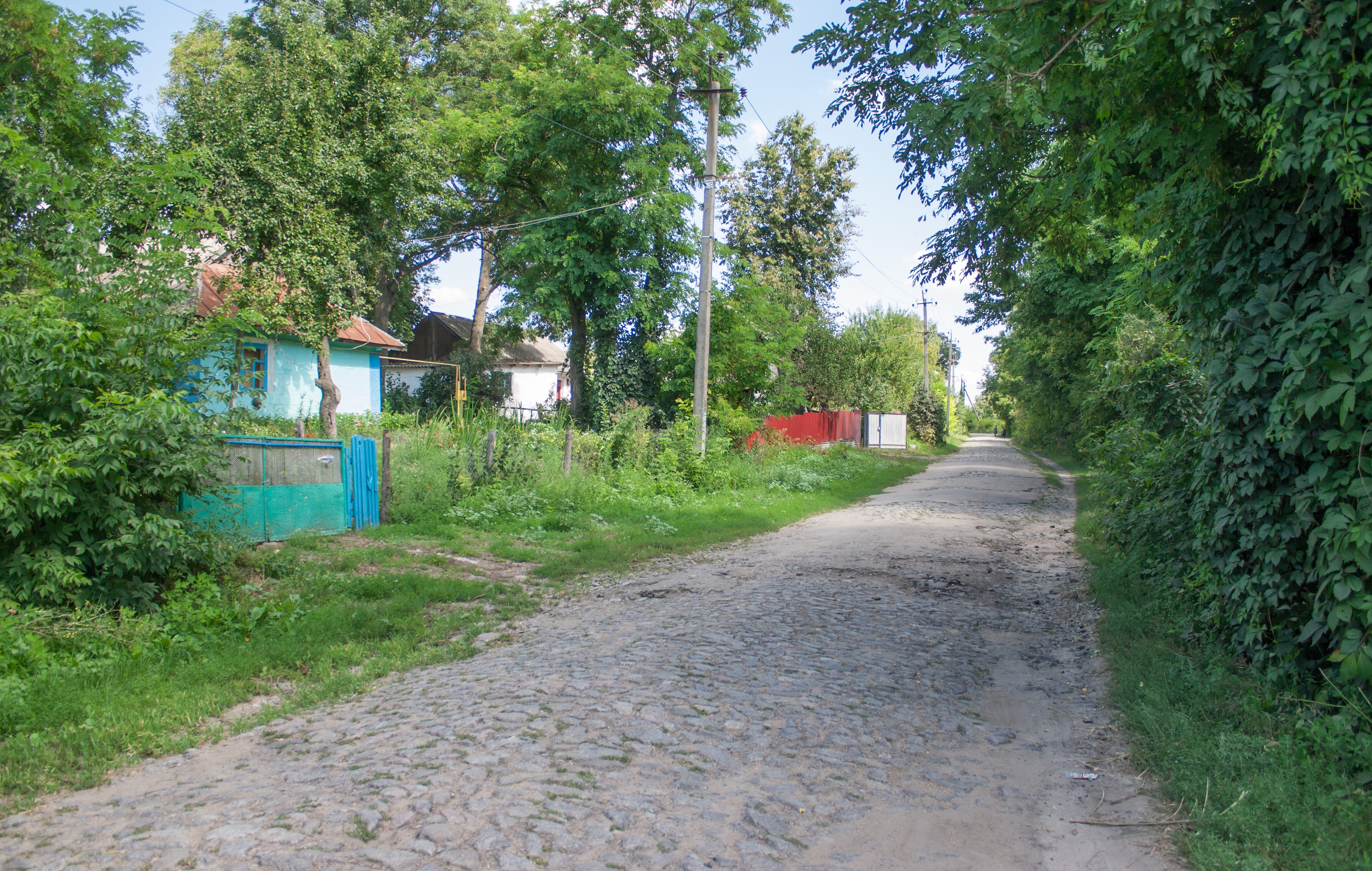
Вулиця
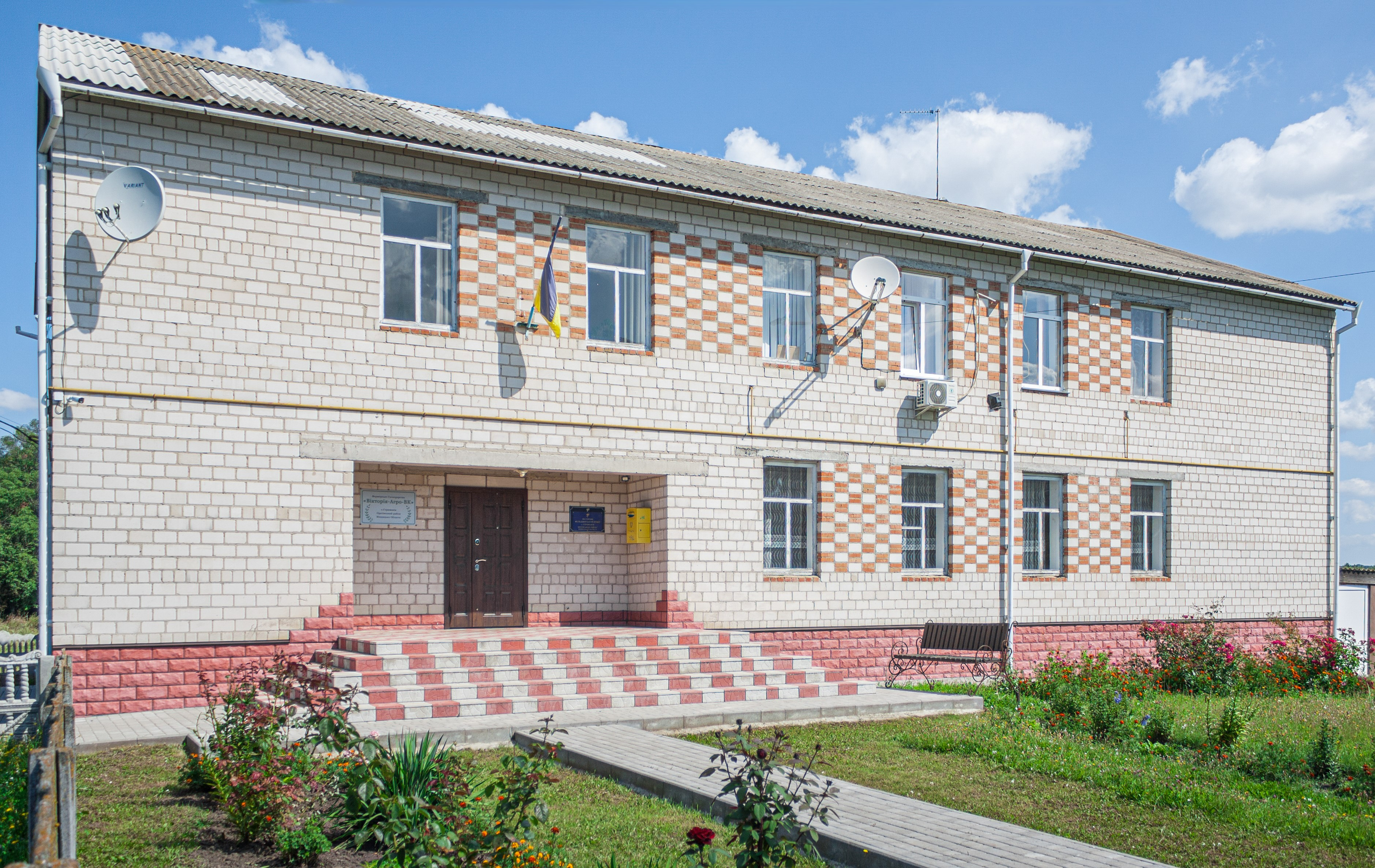
Сільська рада
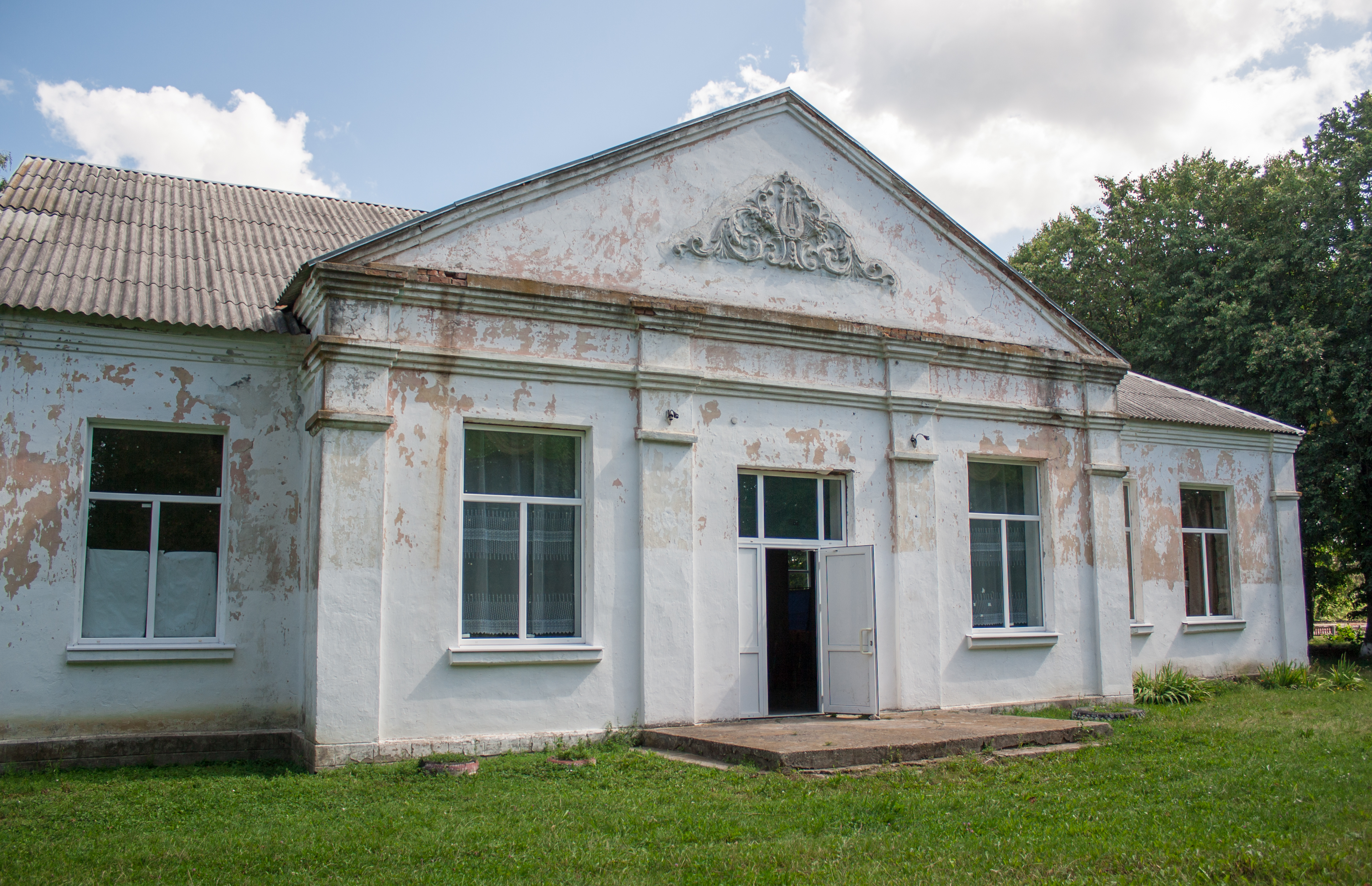
Будинок культури
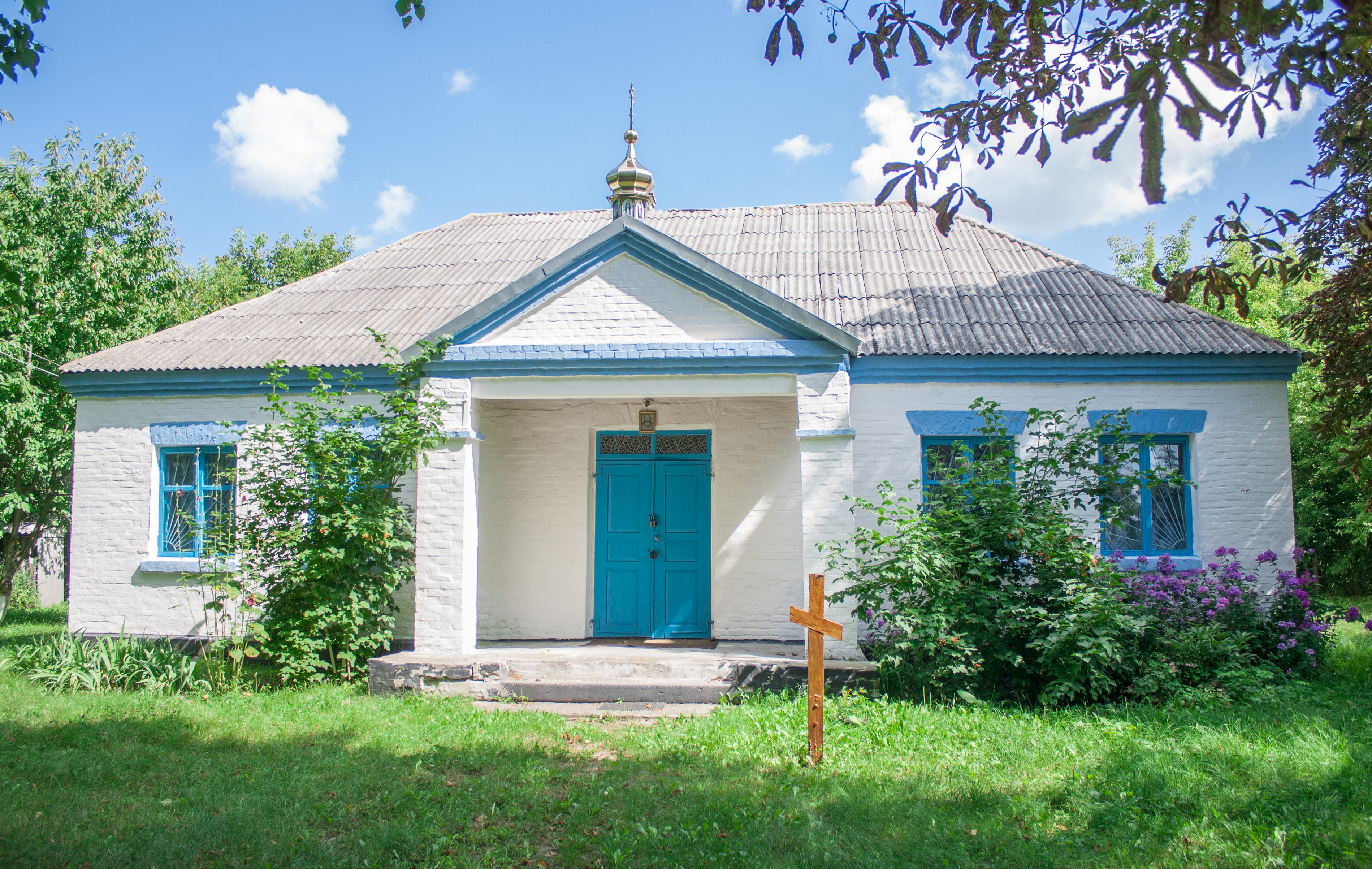
Церква
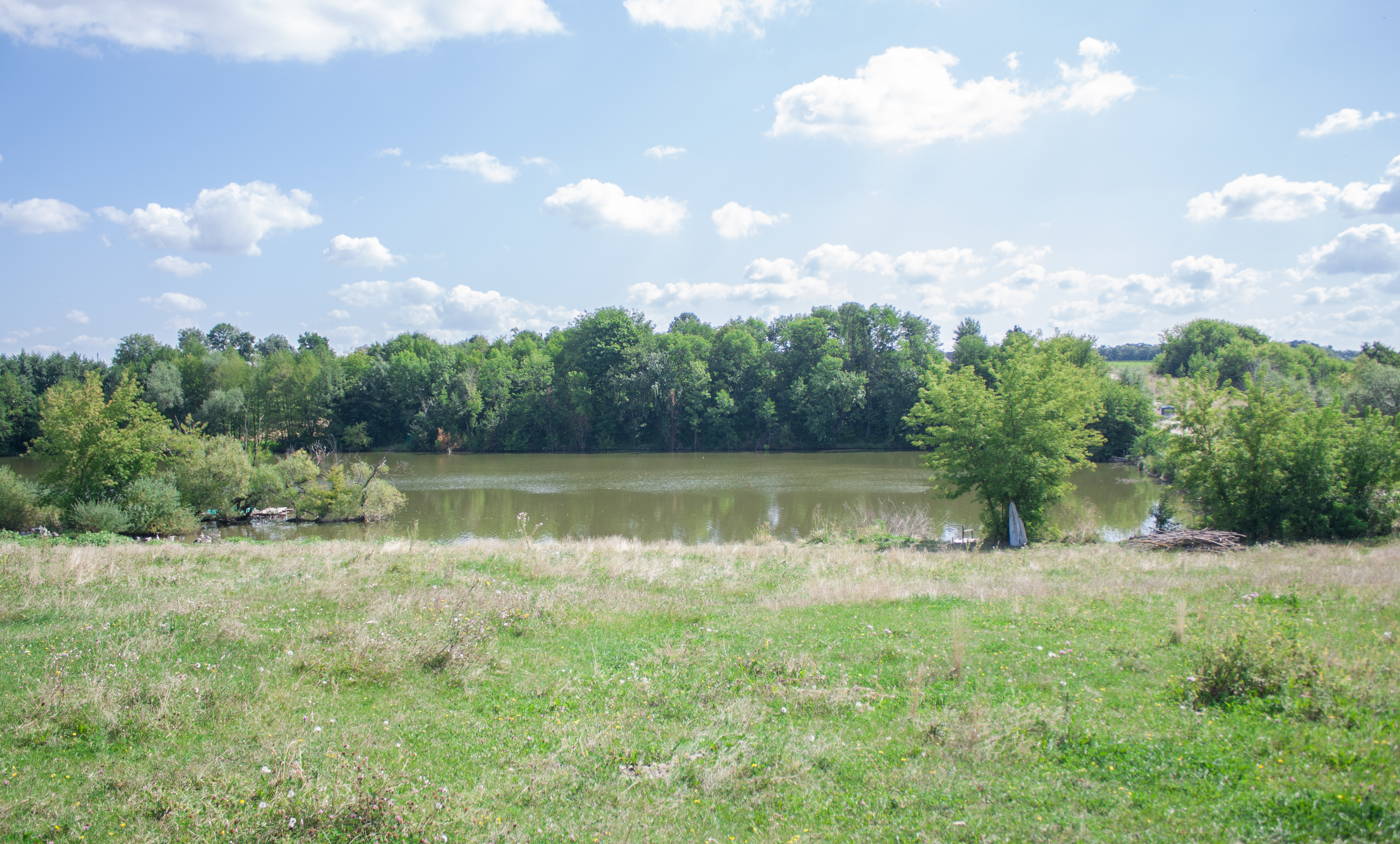
Ставок на струмку Довгий
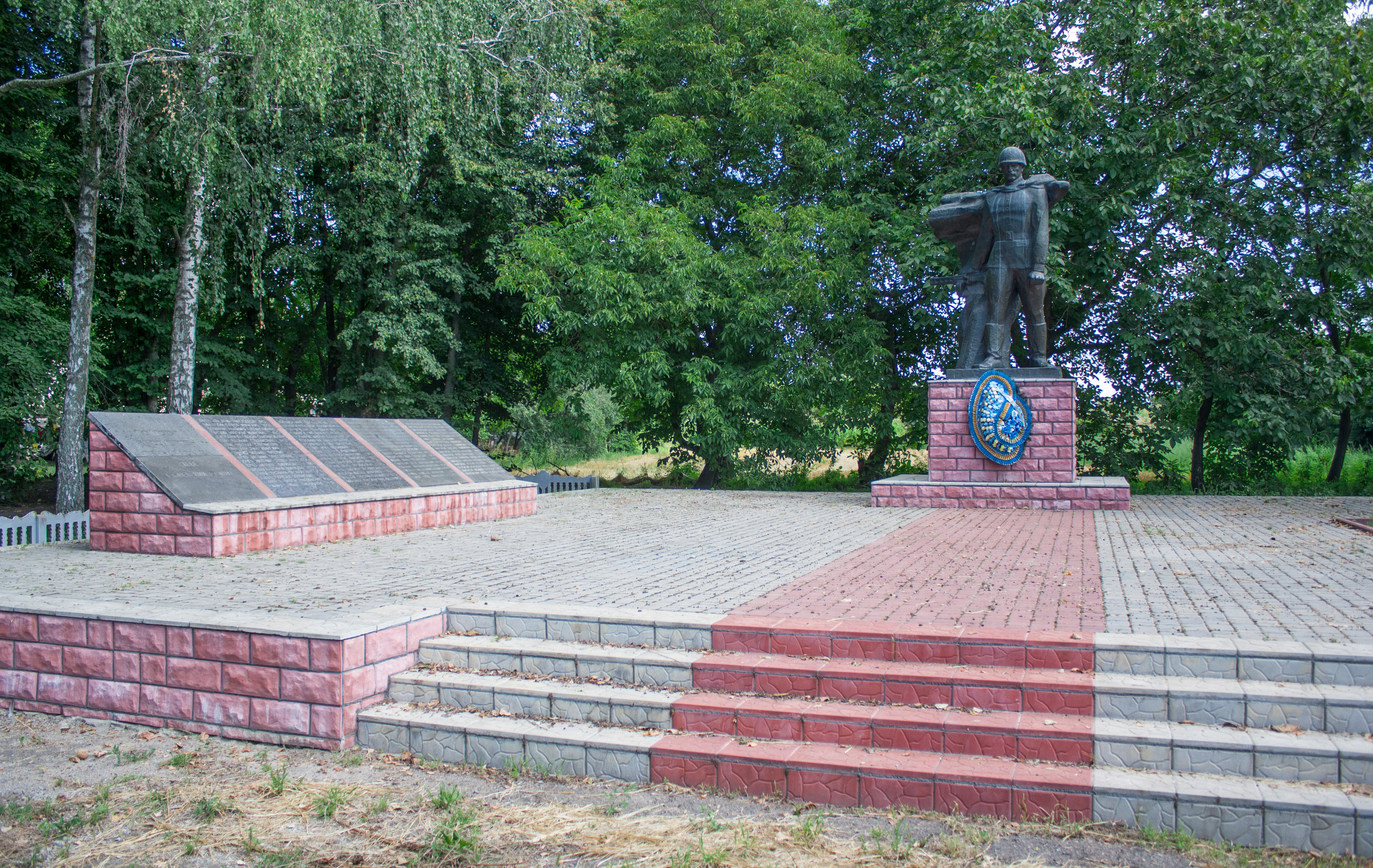
Пам'ятник воїнам-односельчанам
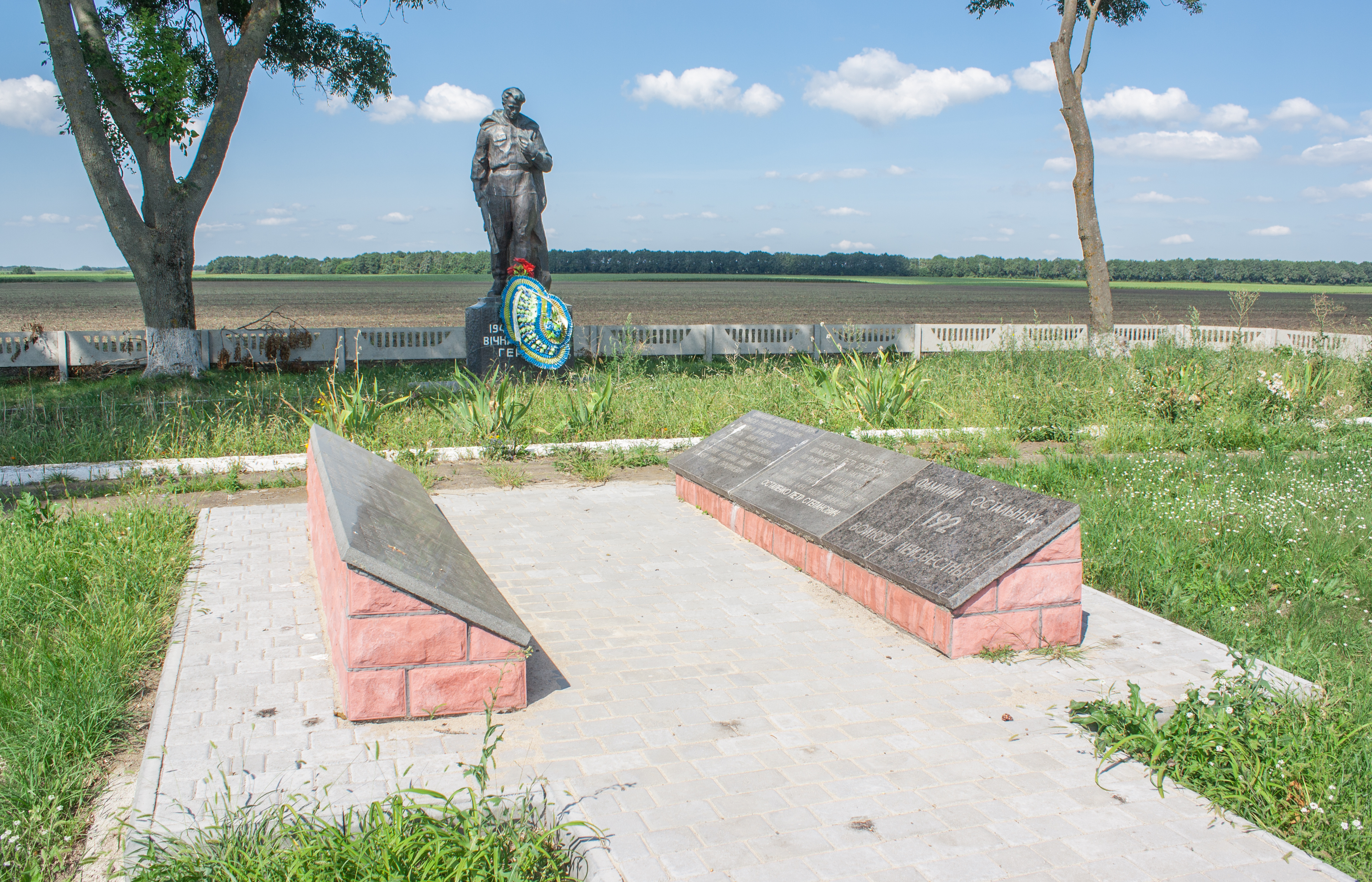
Братська могила радянських воїнів